# Gare de Corrèze
Gare de Corrèze – przystanek kolejowy w miejscowości Saint-Priest-de-Gimel, w departamencie Corrèze, w regionie Nowa Akwitania, we Francji. Jest zarządzana przez SNCF i obsługiwana przez pociągi TER Nouvelle-Aquitaine. Położona jest w pobliżu gminy Aubazines.

## Położenie
Znajduje się na linii Tulle – Meymac, na km 613,937 między stacjami Tulle i Montaignac-Saint-Hippolyte, na wysokości 534 m n.p.m.

## Linie kolejowe
- Linia Tulle – Meymac